# Unge
En unge er et dyr, der ikke blevet voksent endnu. Det svarer til et barn hos mennesker. Hos nogle dyr sætter man -unge efter. F.eks. svaneunger, museunger og isbjørneunger, mens andre dyreunger har helt andre navne, såson killinger, kid og ællinger. Mens det hos f.eks. fisk kaldes for yngel.
| Voksen (hun,han)        | Afkom              |
| ----------------------- | ------------------ |
| Menneske (kvinde, mand) | Baby, barn         |
| Kat                     | Killing            |
| Hind,hjort              | kid, kalv          |
| And, andrik             | Ælling             |
| Høne, hane              | Kylling            |
| Kvæg (ko, tyr)          | Kalv               |
| Hest (hoppe, hingst)    | Føl                |
| Gris (so, orne)         | pattegris, smågris |
| Ged, buk                | Kid                |
| Får, vædder             | Lam                |
| Tæve, hund              | Hvalp              |
| Hval (ko,tyr)           | Kalv               |
| Hare                    | Killing            |